# Анахола
Анахола (енгл. Anahola) насељено је место за статистичке потребе у америчкој савезној држави Хаваји. По попису становништва из 2010. у њему је живело 2.223 становника.

## Демографија
Према попису становништва из 2010. у граду је живело 2.223 становника, што је 291 (15,1%) становника више него 2000. године.
| Група             | 2000.       | 2010.       |
| Белци             | 249 (12,9%) | 363 (16,3%) |
| Афроамериканци    | 7 (0,4%)    | 5 (0,2%)    |
| Азијати           | 138 (7,1%)  | 142 (6,4%)  |
| Хиспаноамериканци | 157 (8,1%)  | 217 (9,8%)  |
| Укупно            | 1.932       | 2.223       |